# Carl August Hagberg

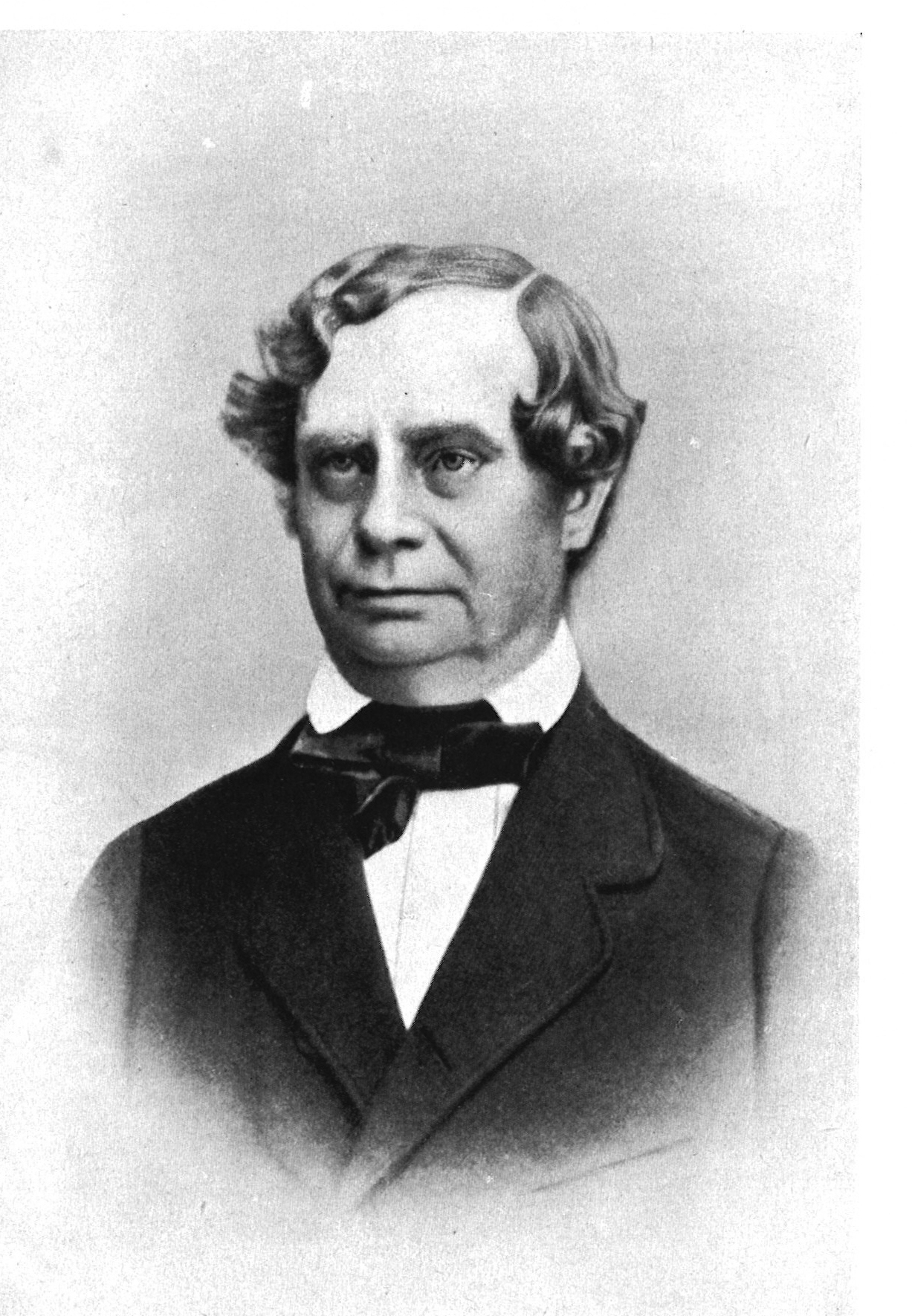
Carl August Hagberg

Carl August Hagberg (* 7. Juli 1810 in Lund; † 9. Januar 1864 ebenda) war ein schwedischer Literaturwissenschaftler und Übersetzer.

## Leben
Hagberg, ein Sohn des Pfarrers und späteren Oberhofpredigers Carl Peter Hagberg (1778–1841), studierte ab 1826 an der Universität Uppsala und erwarb dort 1830 den Magistergrad. 1832 wurde er außerordentlicher Amanuensis an der Universitätsbibliothek Uppsala, 1833 Dozent für das Griechische. 1835–36 machte er eine Reise nach Deutschland und Frankreich, bewegte sich in Paris in den neuromantischen Kreisen und veröffentlichte nach seiner Heimkehr den Artikel Om den nya franska vitterheten, zuerst in der Zeitschrift Skandia, später als Buch (Stockholm 1837). Ein Roman im Stil von Walter Scott kam nicht über den ersten Band hinaus.
1840 erhielt Hagberg nach einem Aufsehen erregenden Streit (bei dem unter anderem Carl Jonas Love Almqvist ein Mitbewerber war) eine Professur für moderne Sprachen und Ästhetik an der Universität Lund. Von 1841 bis 1845 war er Redakteur der Zeitschrift Studier, kritiker och notiser. Sein Hauptwerk wurde jedoch die meisterhafte Übersetzung Shakespeares Dramen (Shakespeare’s dramatiska arbeten, Lund 1847–51, 12 Bände), die großen Einfluss auf die schwedische Literatur hatte. Für sie erhielt er 1862 den erstmals vergebenen Letterstedtska-Preis der Königlich Schwedischen Akademie der Wissenschaften für Übersetzungen. 1851 wurde er als einer der Achtzehn in die Schwedische Akademie der Wissenschaften gewählt. 1848/49 amtierte er als Rektor der Universität.
Auch als Redner genoss Hagberg großes Ansehen. 1858 erhielt er die neuerrichtete Professur für nordische Sprachen an der Universität Lund.